# Анастрозол
Анастрозол — противоопухолевый препарат. Запатентован в 1987 году компанией Imperial Chemical Industries (ICI). Был утверждён в качестве препарата для лечения рака молочной железы в 1995 году.

## Фармакологическое действие
Анастрозол является сильным и высокоселективным нестероидным ингибитором ароматазы — фермента, с помощью которого у женщин андростендион и тестостерон в тканях превращаются в эстрон и эстрадиол соответственно. Снижение уровня концентрации циркулирующего эстрадиола у больных раком молочной железы оказывает терапевтическое действие. У женщин в постменопаузе анастрозол в суточной дозе 1 мг вызывает снижение уровня концентрации эстрадиола на 80%.
Анастрозол не обладает прогестагенной, андрогенной и эстрогенной активностью. В суточных дозах до 10 мг не оказывает эффекта на секрецию кортизола и альдостерона, следовательно, при применении анастрозола не требуется заместительного введения кортикостероидов.

### Фармакокинетика
Анастрозол быстро и хорошо всасывается после приёма внутрь, биодоступность препарата составляет 83–85%. Максимальная концентрация в крови достигается в течение 2 часов после приёма препарата. Анастрозол плохо (на 40%) связывается с белками плазмы крови. Анастрозол проникает через гематоэнцефалический барьер, данных о проникновении через плацентарный барьер и грудное молоко у людей нет, хотя он проникает через плацентарный барьер у экспериментальных животных. Анастрозол метаболизируется в печени с образованием неактивных метаболитов. Выводится препарат из организма с мочой преимущественно посредством метаболитов. Период полувыведения анастрозола составляет 40-50 часов и это время может увеличиваться при нарушениях функции печени и почек.

## Исследования
Анастрозол также был хорошо изучен на мужчинах в качестве средства для снижения эстрадиола и широко применяется в бодибилдинге. Экспериментально было показано, что дозировка 1-0,5 мг позволяет понизить уровень эстрадиола примерно на 50%.